# Puilaurens

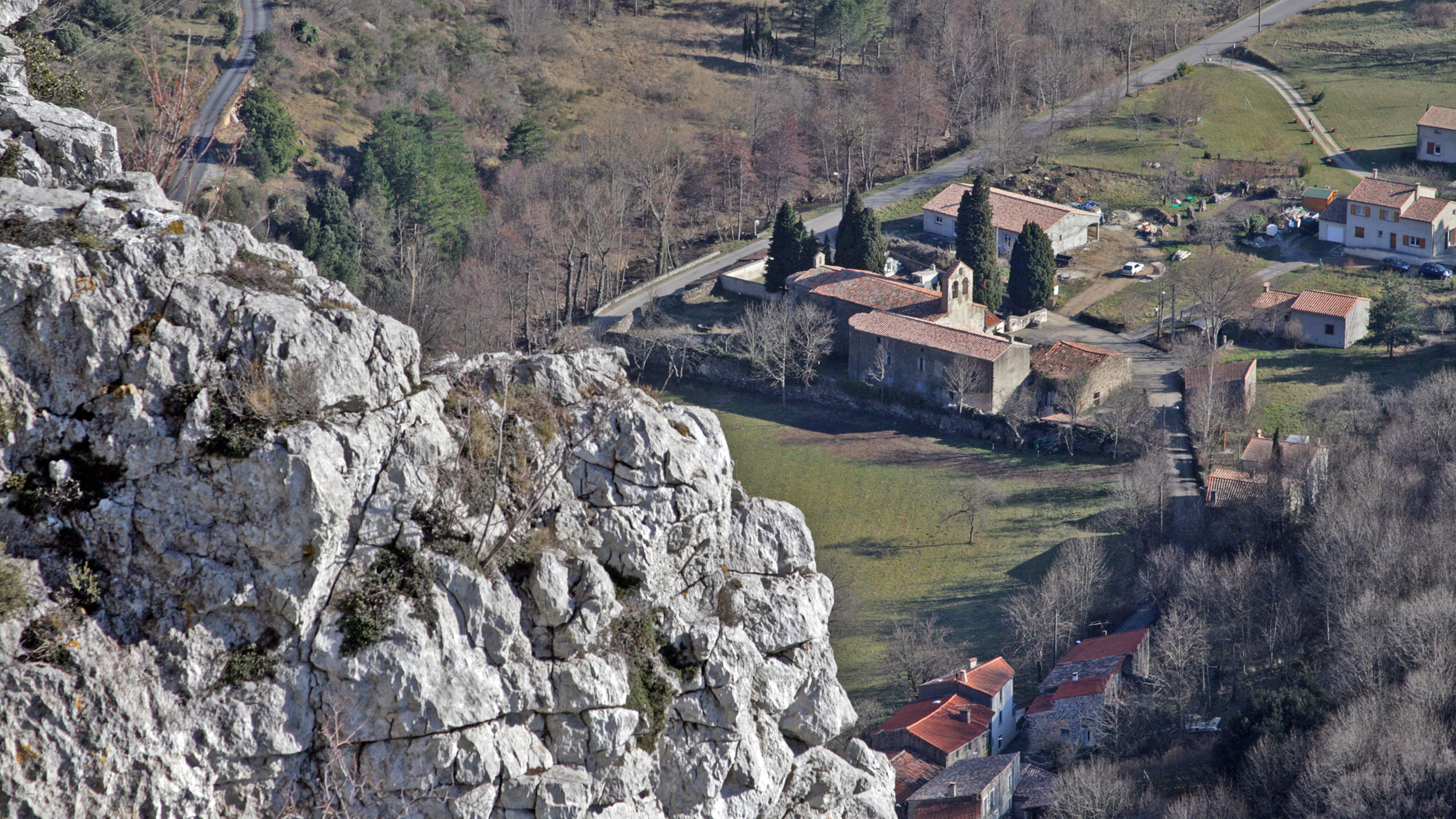
Puilaurens (commune de Lapradelle-Puilaurens)

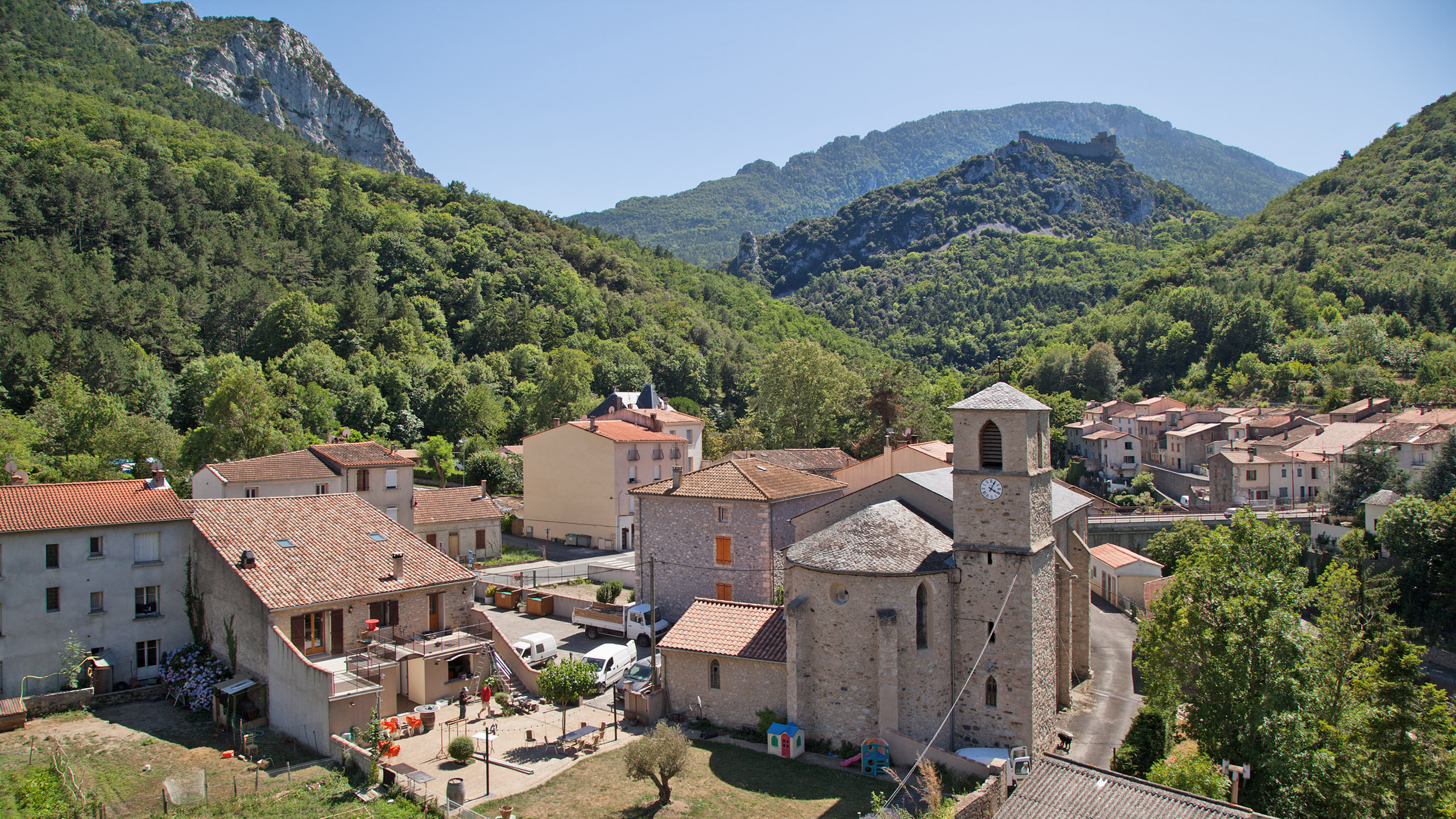
Lapradelle (commune de Lapradelle-Puilaurens)

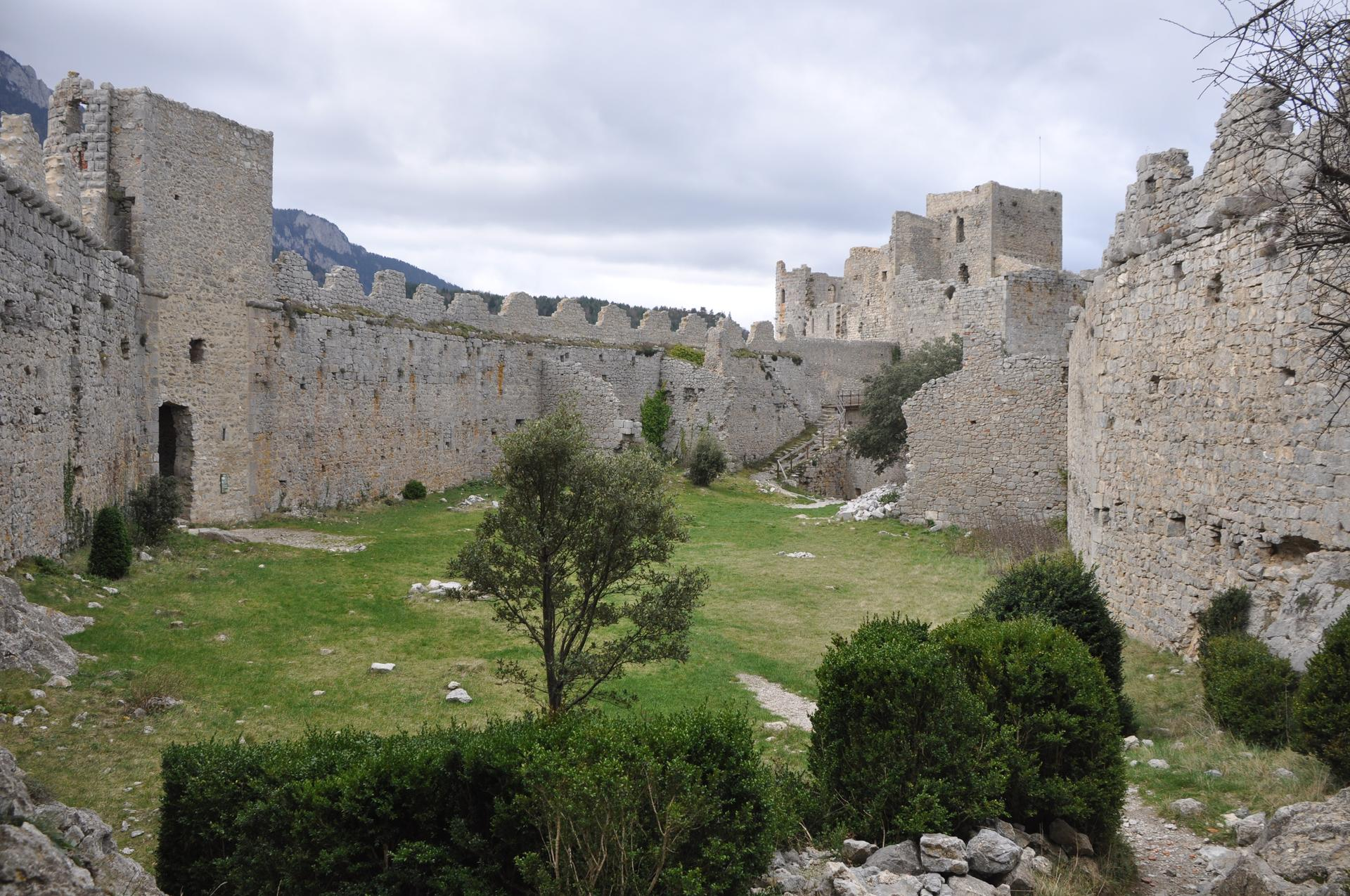
Cour intérieure du château de Puilaurens.

Ne pas confondre avec Puylaurens, commune du Tarn.
Lapradelle-Puilaurens redirige ici.
Puilaurens   (également nommée Lapradelle-Puilaurens non officiellement, en occitan Lapradèla-Puèglaurenç) est une commune française, située dans le sud-ouest du département de l'Aude en région Occitanie.
Sur le plan historique et culturel, la commune fait partie du Pays de Sault, un plateau situé entre 990 et 1310 mètres d'altitude fortement boisé. Exposée à un climat océanique altéré, elle est drainée par la Boulzane et par divers autres petits cours d'eau. La commune possède un patrimoine naturel remarquable : un site Natura 2000 (le « pays de Sault ») et cinq zones naturelles d'intérêt écologique, faunistique et floristique.
Puilaurens est une commune rurale qui compte 272 habitants en 2022, après avoir connu un pic de population de 1 024 habitants en 1831. Ses habitants sont appelés les Puilaurenois ou  Puilaurenoises.
Le patrimoine architectural de la commune comprend un immeuble protégé au titre des monuments historiques : le château de Puilaurens, classé en 1902.

## Géographie
Commune située sur la Boulzane et la Méridienne verte. Elle est limitrophe du département des Pyrénées-Orientales.
Puilaurens, l'ancien chef-lieu de la commune, est en bas du château et à environ 1,5 km de Lapradelle, le chef-lieu actuel, situé au carrefour de la RD 117 et de la RD 22.
Les panneaux d'entrée de Puilaurens indiquent Puilaurens Lapradelle et ceux de Lapradelle portent Lapradelle Puilaurens, avec la traduction éventuelle en occitan. Sur la mairie, située sur la RD 117, est inscrit Mairie Lapradelle-Puylaurens, avec un y. A Lapradelle, le panneau indiquant la direction de Puilaurens ne porte cependant que ce nom.

### Communes limitrophes
Les communes limitrophes sont  Axat, Belvianes-et-Cavirac, Caudiès-de-Fenouillèdes, Fenouillet, Gincla, Saint-Julia-de-Bec, Saint-Louis-et-Parahou, Saint-Martin-Lys et Salvezines.
| Belvianes-et-Cavirac | Saint-Julia-de-Bec | Saint-Louis-et-Parahou                        |
| Saint-Martin-Lys     | Puilaurens         | Caudiès-de-Fenouillèdes (Pyrénées-Orientales) |
| Axat                 | Salvezines         | Fenouillet (Pyrénées-Orientales), Gincla      |

### Hydrographie
La commune est dans la région hydrographique « Côtiers méditerranéens », au sein du bassin hydrographique Rhône-Méditerranée-Corse. Elle est drainée par la Boulzane, le ruisseau d'Aliès, le ruisseau de Coumes Vieules, le ruisseau de Fabournet, le ruisseau de la Crémade, le ruisseau de Roque Brune, le ruisseau du Doumergal, le ruisseau du Magnat, le ruisseau du Moulin et le ruisseau du Sarrat Bezolo, qui constituent un réseau hydrographique de 19 km de longueur totale,.
La Boulzane, d'une longueur totale de 33,9 km, prend sa source dans la commune de Montfort-sur-Boulzane et s'écoule vers le nord puis se réoriente vers l'est. Elle traverse la commune et se jette dans l'Agly à Saint-Paul-de-Fenouillet, après avoir traversé 7 communes.

### Climat
Pour des articles plus généraux, voir Climat de l'Occitanie et Climat de l'Aude.
En 2010, le climat de la commune est de type climat océanique altéré, selon une étude s'appuyant sur une série de données couvrant la période 1971-2000. En 2020, Météo-France publie une typologie des climats de la France métropolitaine dans laquelle la commune est exposée à un climat de montagne ou de marges de montagne et est dans la région climatique Pyrénées orientales, caractérisée par une faible pluviométrie, un très bon ensoleillement (2 600 h/an), un air sec, particulièrement en hiver et peu de brouillards.
Pour la période 1971-2000, la température annuelle moyenne est de 12,4 °C, avec  une amplitude thermique annuelle de 14,6 °C. Le cumul annuel moyen de précipitations est de 874 mm, avec 9,2 jours de précipitations en janvier et 5,2 jours en juillet. Pour la période 1991-2020 la température moyenne annuelle observée sur la station météorologique la plus proche, située sur la commune de Granès à 11 km à vol d'oiseau, est de 13,5 °C et le cumul annuel moyen de précipitations est de 724,6 mm,. Pour l'avenir, les paramètres climatiques de la commune estimés pour 2050 selon différents scénarios d’émission de gaz à effet de serre sont consultables sur un site dédié publié par Météo-France en novembre 2022.

### Milieux naturels et biodiversité

#### Réseau Natura 2000

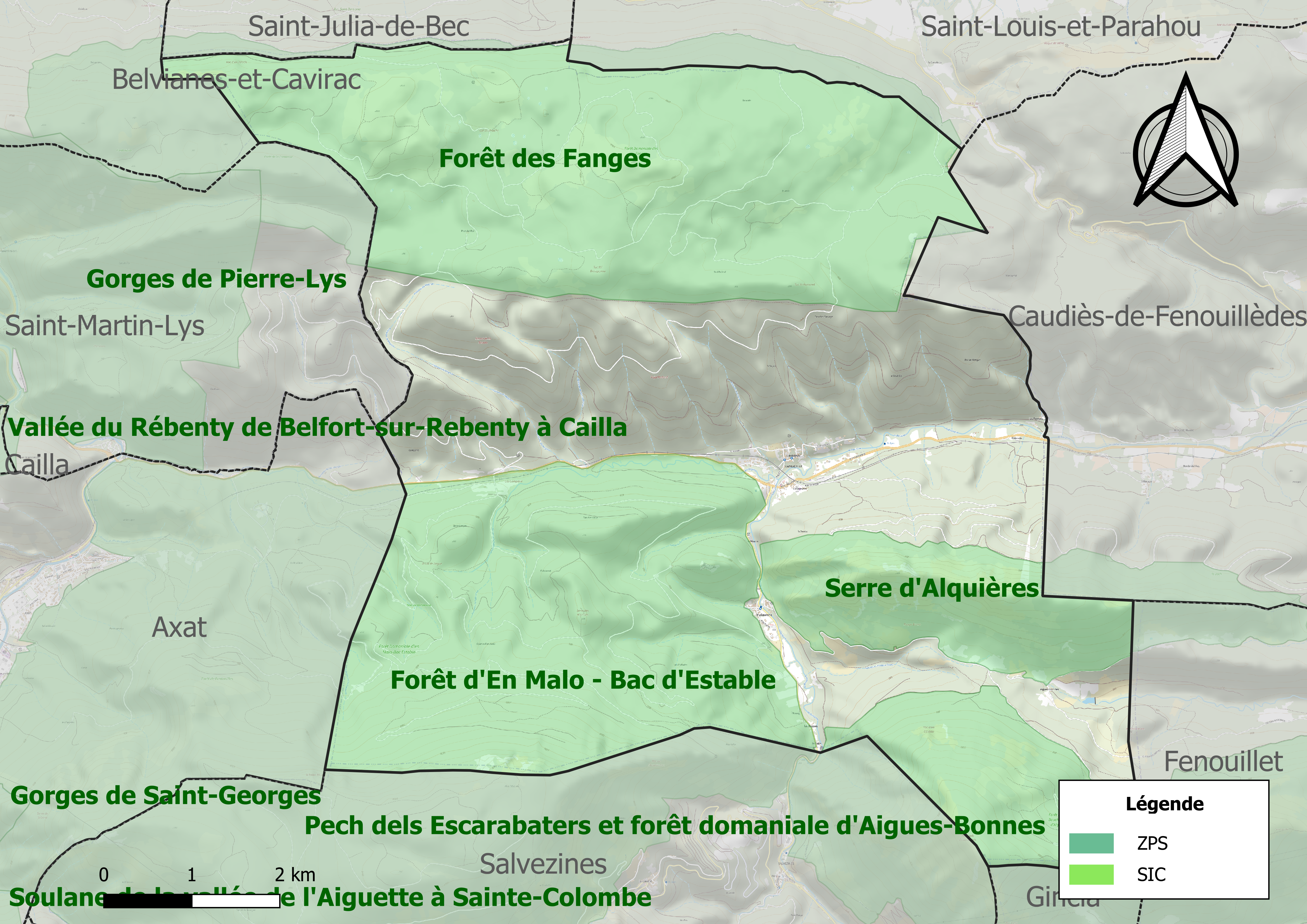
Sites Natura 2000 sur le territoire communal.

Le réseau Natura 2000 est un réseau écologique européen de sites naturels d'intérêt écologique élaboré à partir des directives habitats et oiseaux, constitué de zones spéciales de conservation (ZSC) et de zones de protection spéciale (ZPS).
Un site Natura 2000 a été défini sur la commune au titre  de la directive oiseaux : le « pays de Sault », d'une superficie de 71 499 ha, présentant une grande diversité d'habitats pour les oiseaux. On y rencontre donc aussi bien les diverses espèces de rapaces rupestres, en particulier les vautours dont les populations sont en augmentation, que les passereaux des milieux ouverts (bruant ortolan, alouette lulu) et des espèces forestières comme le pic noir.

#### Zones naturelles d'intérêt écologique, faunistique et floristique
L’inventaire des zones naturelles d'intérêt écologique, faunistique et floristique (ZNIEFF) a pour objectif de réaliser une couverture des zones les plus intéressantes sur le plan écologique, essentiellement dans la perspective d’améliorer la connaissance du patrimoine naturel national et de fournir aux différents décideurs un outil d’aide à la prise en compte de l’environnement dans l’aménagement du territoire.
Quatre ZNIEFF de type 1 sont recensées sur la commune :
- la « forêt d'En Malo - Bac d'Estable » (2 450 ha), couvrant 3 communes du département[16] ;
- la « forêt des Fanges » (1 319 ha), couvrant 5 communes du département[17] ;
- le « pech dels Escarabaters et forêt domaniale d'Aigues-Bonnes » (907 ha), couvrant 4 communes dont 3 dans l'Aude et 1 dans les Pyrénées-Orientales[18] ;
- la « serre d'Alquières » (360 ha), couvrant 3 communes dont 1 dans l'Aude et 2 dans les Pyrénées-Orientales[19] ;

et une ZNIEFF de type 2, : 
les « Fenouillèdes audois » (12 141 ha), couvrant 13 communes dont 11 dans l'Aude et 2 dans les Pyrénées-Orientales.

Carte des ZNIEFF de type 1 et 2 à Puilaurens.
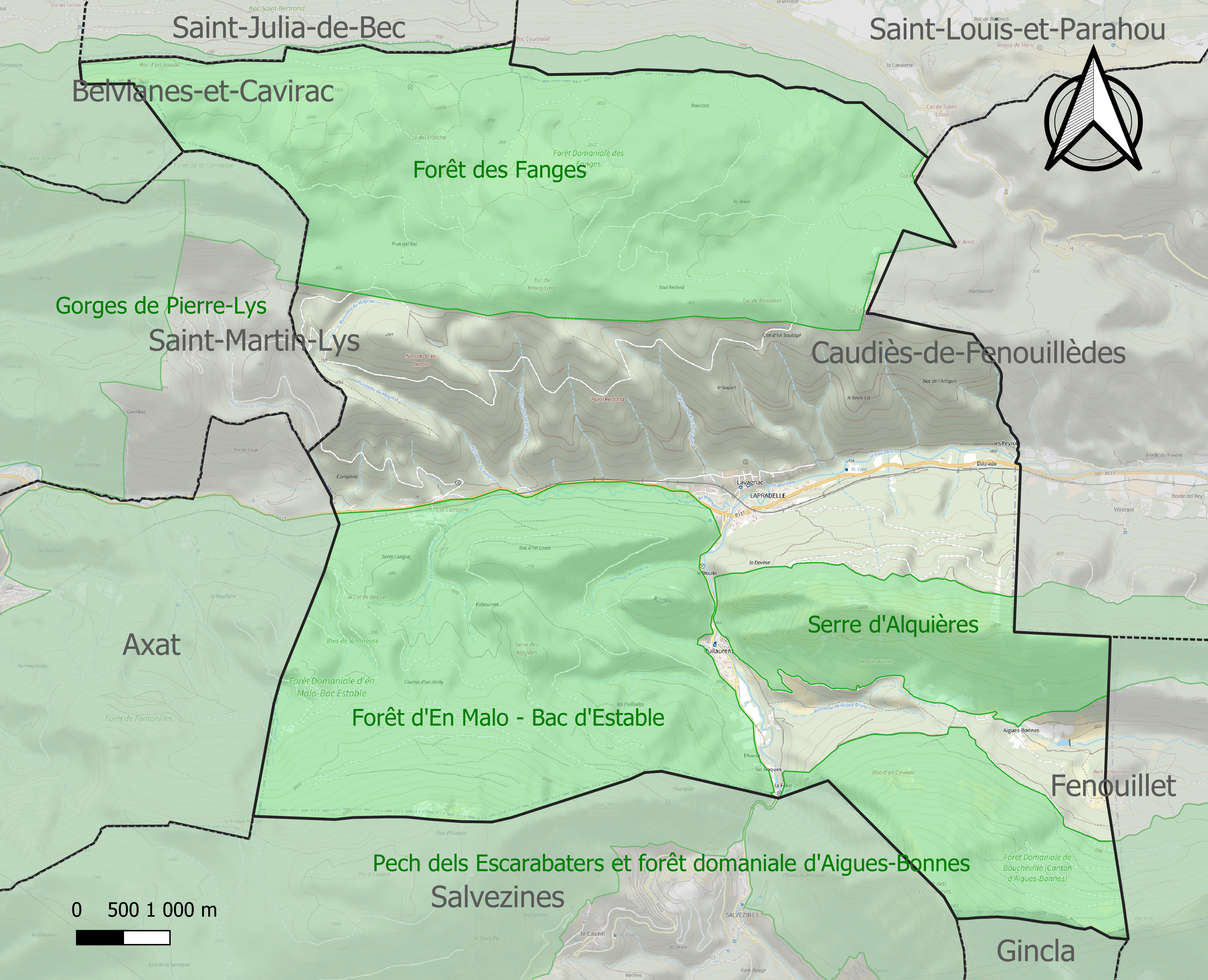
Carte des ZNIEFF de type 1 sur la commune.
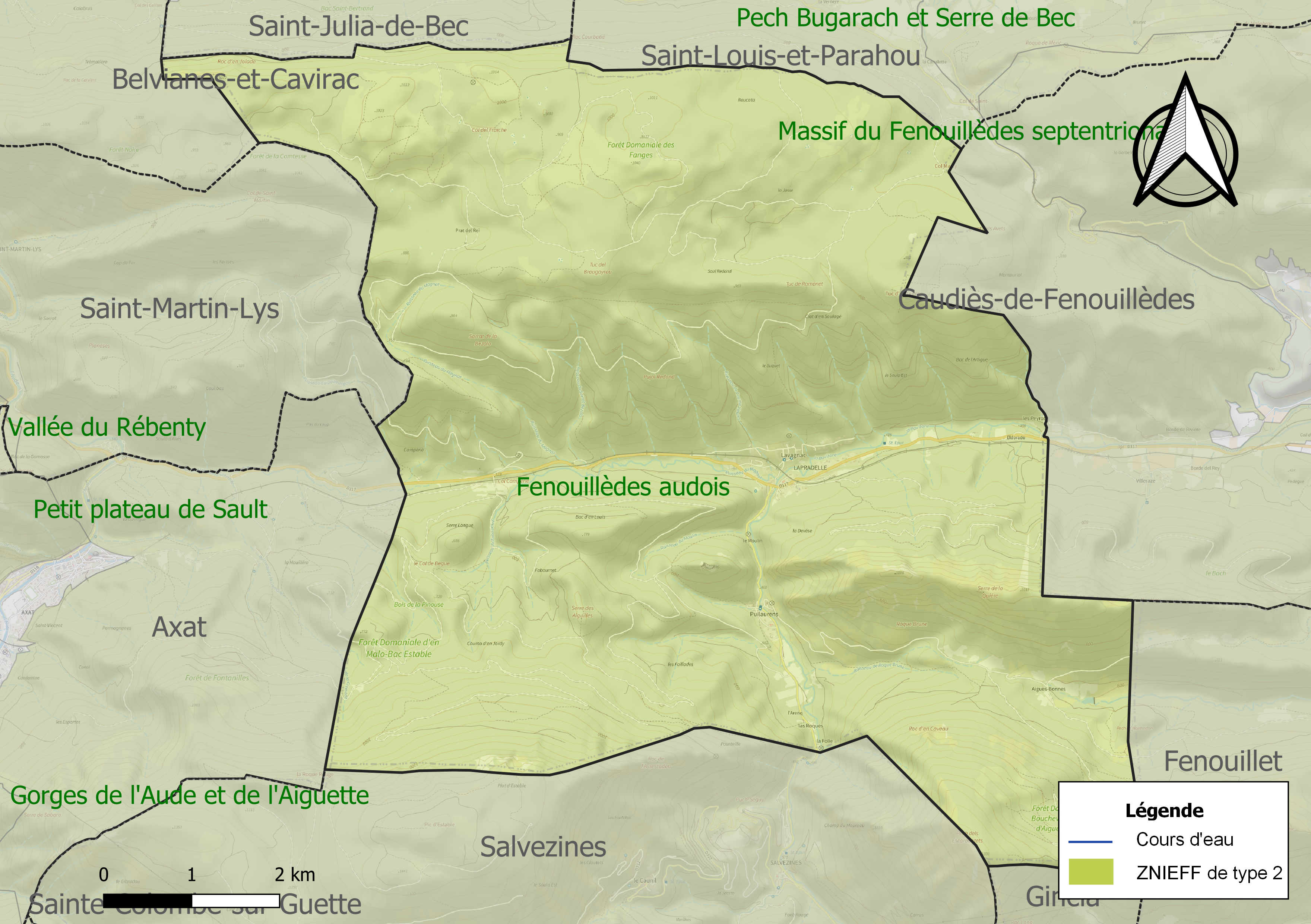
Carte de la ZNIEFF de type 2 sur la commune.

## Urbanisme

### Typologie
Au 1er janvier 2024, Puilaurens est catégorisée commune rurale à habitat dispersé, selon la nouvelle grille communale de densité à 7 niveaux définie par l'Insee en 2022.
Elle est située hors unité urbaine et hors attraction des villes,.

### Occupation des sols
L'occupation des sols de la commune, telle qu'elle ressort de la base de données européenne d’occupation biophysique des sols Corine Land Cover (CLC), est marquée par l'importance des forêts et milieux semi-naturels (95 % en 2018), en diminution par rapport à 1990 (96,5 %). La répartition détaillée en 2018 est la suivante : 
forêts (86,8 %), milieux à végétation arbustive et/ou herbacée (6,2 %), zones agricoles hétérogènes (2,2 %), espaces ouverts, sans ou avec peu de végétation (2 %), prairies (1,5 %), zones urbanisées (1,3 %). L'évolution de l’occupation des sols de la commune et de ses infrastructures peut être observée sur les différentes représentations cartographiques du territoire : la carte de Cassini (XVIIIe siècle), la carte d'état-major (1820-1866) et les cartes ou photos aériennes de l'IGN pour la période actuelle (1950 à aujourd'hui).

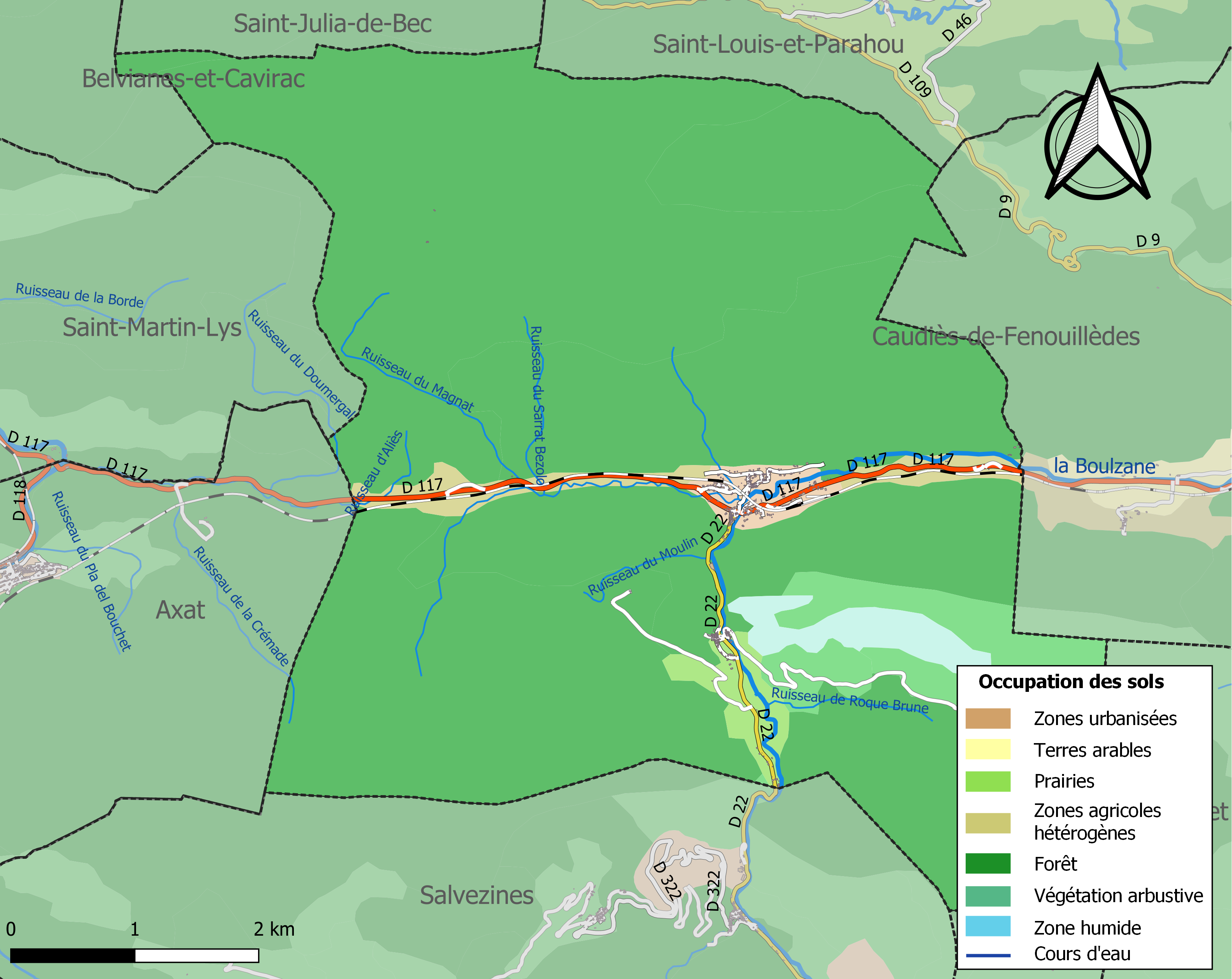
Carte des infrastructures et de l'occupation des sols de la commune en 2018 (CLC).

### Risques majeurs
Le territoire de la commune de Puilaurens est vulnérable à différents aléas naturels : météorologiques (tempête, orage, neige, grand froid, canicule ou sécheresse), inondations, feux de forêts et séisme (sismicité modérée). Il est également exposé à un risque technologique,  le transport de matières dangereuses. Un site publié par le BRGM permet d'évaluer simplement et rapidement les risques d'un bien localisé soit par son adresse soit par le numéro de sa parcelle.

#### Risques naturels
Certaines parties du territoire communal sont susceptibles d’être affectées par le risque d’inondation par débordement de cours d'eau, notamment le ruisseau de Glandes. La commune a été reconnue en état de catastrophe naturelle au titre des dommages causés par les inondations et coulées de boue survenues en 1982, 1992, 1996, 2009 et 2020,.

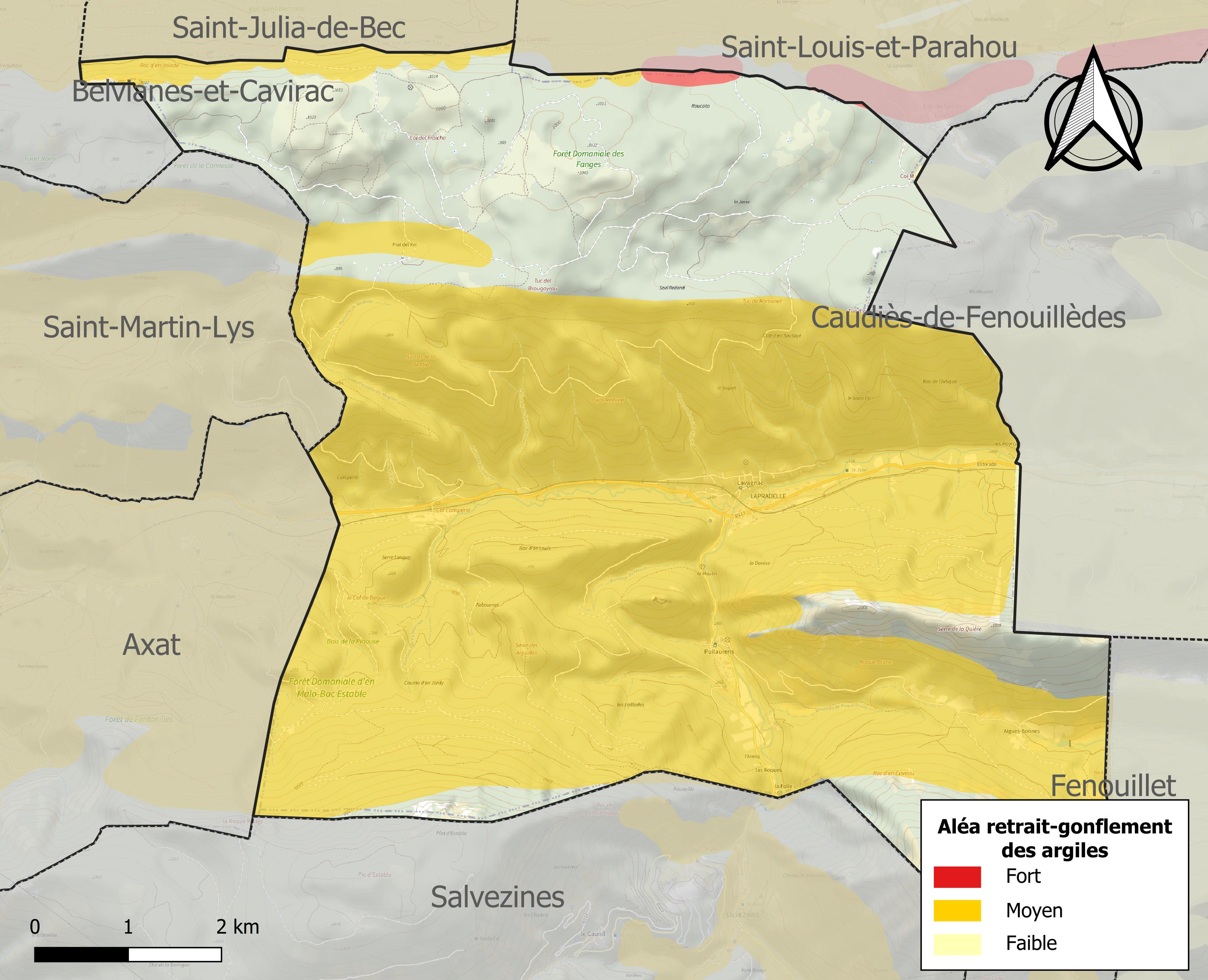
Carte des zones d'aléa retrait-gonflement des sols argileux de Puilaurens.

Le retrait-gonflement des sols argileux est susceptible d'engendrer des dommages importants aux bâtiments en cas d’alternance de périodes de sécheresse et de pluie. 67,8 % de la superficie communale est en aléa moyen ou fort (75,2 % au niveau départemental et 48,5 % au niveau national). Sur les 264 bâtiments dénombrés sur la commune en 2019, 264 sont en aléa moyen ou fort, soit 100 %, à comparer aux 94 % au niveau départemental et 54 % au niveau national. Une cartographie de l'exposition du territoire national au retrait gonflement des sols argileux est disponible sur le site du BRGM,.

#### Risques technologiques
Le risque de transport de matières dangereuses sur la commune est lié à sa traversée par une route à fort trafic. Un accident se produisant sur une telle infrastructure est en effet susceptible d’avoir des effets graves au bâti ou aux personnes jusqu’à 350 m, selon la nature du matériau transporté. Des dispositions d’urbanisme peuvent être préconisées en conséquence.

## Histoire
Le château de Puilaurens est cité pour la première fois en 958 dans une charte où Lothaire concède à l'abbaye Saint-Michel de Cuxa la prévôté de Puilaurens qui est composée de la vallée de la Boulzane ou vallée Saint-Croix.
L'agglomération de Lapradelle n'existe que depuis le XIXe siècle et doit son développement à l'implantation d'activités liées à la force hydraulique puisée dans la Boulzane : filature et scieries.
En 1868, Puilaurens perdit les hameaux de Salvezines et du Caunil, érigés en commune distincte sous le nom de Salvezines.
En 1904, une voie ferrée est construite de Quillan à Rivesaltes (ligne Carcassonne - Rivesaltes) en passant à Lapradelle sur un viaduc enjambant le cours de la Boulzane. Cette ligne ne transporta que des voyageurs jusqu'en 1939. Après avoir servi au transport du feldspath entre l'Aude et les Pyrénées-Orientales, la voie accueille aujourd'hui un train touristique de Rivesaltes jusqu'aux gorges de la Pierre-Lys.
Le 20 décembre 1940, un avion de transport Caudron Goéland du Service civil de liaisons aériennes de Métropole percute la montagne sur la commune. Le capitaine Parpiel René, le Sous-lieutenant Wingert Marcel, l'adjudant Margouet Hilaire et l'adjudant Pater Jean sont morts. Les restes de l'avion et les corps ne seront retrouvés seulement en 1949. Une stèle a été inaugurée le 24 juin 2012, et panneau explicatif dévoilé en août 2017, au col Campérié.

## Politique et administration

### Liste des maires
| Période                                  | Période  | Identité       | Étiquette | Qualité       |
| ---------------------------------------- | -------- | -------------- | --------- | ------------- |
| avant 1988                               |          | Jacques Arcens | PS        |               |
|                                          |          | Marcel Boyer   |           |               |
| mars 2001                                | En cours | Jacques Galy   | PS        | Retraité ERDF |
| Les données manquantes sont à compléter. |          |                |           |               |

## Démographie

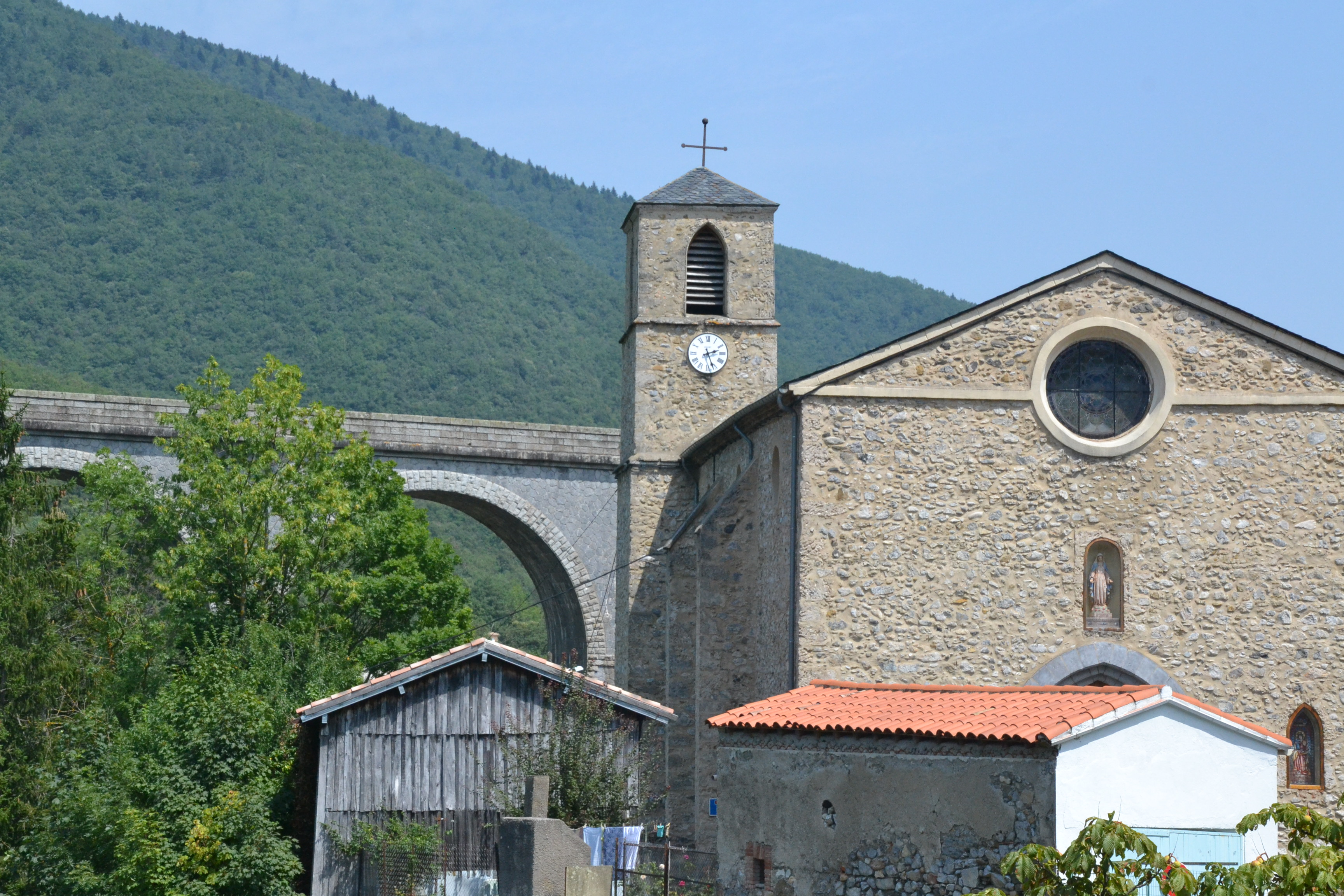
Église Notre-Dame-du-Rosaire de Lapradelle

L'évolution du nombre d'habitants est connue à travers les recensements de la population effectués dans la commune depuis 1793. Pour les communes de moins de 10 000 habitants, une enquête de recensement portant sur toute la population est réalisée tous les cinq ans, les populations de référence des années intermédiaires étant quant à elles estimées par interpolation ou extrapolation. Pour la commune, le premier recensement exhaustif entrant dans le cadre du nouveau dispositif a été réalisé en 2007.

En 2022, la commune comptait 272 habitants, en évolution de +1,49 % par rapport à 2016 (Aude : +2,65 %, France hors Mayotte : +2,11 %).
| 1793 | 1800 | 1806 | 1821  | 1831  | 1836  | 1841 | 1846 | 1851  |
| ---- | ---- | ---- | ----- | ----- | ----- | ---- | ---- | ----- |
| 691  | 634  | 796  | 1 019 | 1 024 | 1 000 | 980  | 985  | 1 013 |

| 1856 | 1861 | 1866 | 1872 | 1876 | 1881 | 1886 | 1891 | 1896 |
| ---- | ---- | ---- | ---- | ---- | ---- | ---- | ---- | ---- |
| 951  | 875  | 950  | 574  | 530  | 515  | 492  | 475  | 476  |

| 1901 | 1906 | 1911 | 1921 | 1926 | 1931 | 1936 | 1946 | 1954 |
| ---- | ---- | ---- | ---- | ---- | ---- | ---- | ---- | ---- |
| 845  | 463  | 468  | 465  | 411  | 363  | 366  | 309  | 345  |

| 1962 | 1968 | 1975 | 1982 | 1990 | 1999 | 2006 | 2007 | 2012 |
| ---- | ---- | ---- | ---- | ---- | ---- | ---- | ---- | ---- |
| 324  | 378  | 257  | 222  | 219  | 236  | 252  | 254  | 265  |

| 2017 | 2022 | - | - | - | - | - | - | - |
| ---- | ---- | - | - | - | - | - | - | - |
| 271  | 272  | - | - | - | - | - | - | - |

## Économie

### Revenus
En 2018  (données Insee publiées en septembre 2021), la commune compte 123 ménages fiscaux, regroupant 238 personnes. La médiane du revenu disponible par unité de consommation est de 17 250 € (19 240 € dans le département).

### Emploi
| Division       | 2008   | 2013   | 2018   |
| -------------- | ------ | ------ | ------ |
| Commune        | 14,3 % | 17,3 % | 13,4 % |
| Département    | 10,2 % | 12,8 % | 12,6 % |
| France entière | 8,3 %  | 10 %   | 10 %   |

En 2018, la population âgée de 15 à 64 ans s'élève à 162 personnes, parmi lesquelles on compte 70,1 % d'actifs (56,7 % ayant un emploi et 13,4 % de chômeurs) et 29,9 % d'inactifs,. Depuis 2008, le taux de chômage communal (au sens du recensement) des 15-64 ans est supérieur à celui de la France et du département.
La commune est hors attraction des villes,. Elle compte 44 emplois en 2018, contre 37 en 2013 et 35 en 2008. Le nombre d'actifs ayant un emploi résidant dans la commune est de 94, soit un indicateur de concentration d'emploi de 47,3 % et un taux d'activité parmi les 15 ans ou plus de 49 %.
Sur ces 94 actifs de 15 ans ou plus ayant un emploi, 36 travaillent dans la commune, soit 38 % des habitants. Pour se rendre au travail, 87,4 % des habitants utilisent un véhicule personnel ou de fonction à quatre roues, 1,1 % les transports en commun, 6,4 % s'y rendent en deux-roues, à vélo ou à pied et 5,3 % n'ont pas besoin de transport (travail au domicile).

### Activités hors agriculture
19 établissements sont implantés  à Puilaurens au 31 décembre 2019.
Le secteur du commerce de gros et de détail, des transports, de l'hébergement et de la restauration est prépondérant sur la commune puisqu'il représente 31,6 % du nombre total d'établissements de la commune (6 sur les 19 entreprises implantées  à Puilaurens), contre 32,3 % au niveau départemental.

### Agriculture
|               | 1988 | 2000 | 2010 | 2020 |
| ------------- | ---- | ---- | ---- | ---- |
| Exploitations | 5    | 3    | 2    | 2    |
| SAU (ha)      | 132  | 231  | 358  | 144  |

La commune est dans le Pays de Sault, une petite région agricole occupant le sud-ouest du département de l'Aude, également dénommée localement « Pyrénées centrales et pays de Sault ». En 2020, l'orientation technico-économique de l'agriculture  sur la commune est l'élevage de bovins pour la viande. Deux exploitations agricoles ayant leur siège dans la commune sont dénombrées lors du recensement agricole de 2020 (cinq en 1988). La superficie agricole utilisée est de 144 ha,,.

## Culture locale et patrimoine

### Lieux et monuments
- Église Notre-Dame-du-Rosaire de Lapradelle.
- Église Saint-Laurent de Puilaurens.
- Le château de Puilaurens est un château dit « cathare » situé dans le sud de la commune. Cette indication à vocation touristique indique simplement que des cathares y ont résidé ; cependant l'apparence actuelle du château est due aux constructions de l'époque de l'occupation française, quelques décennies après.

- Au col de Campérié : stèle commémorative (inaugurée le 24 juin 2012, panneau explicatif dévoilé en août 2017) du crash le 20 décembre 1940 de l'avion Caudron Goëland C-445, sur la face nord de la montagne, dans lequel périrent quatre aviateurs : le sous-lieutenant Marcel Wingert (34 ans, pilote de chasse, chevalier de la Légion d'honneur), l'adjudant-chef Hilaire Margouet (31 ans, mécanicien), l'adjudant Jean Pater (29 ans, radio) et le capitaine René Parpiel (35 ans, pilote de chasse)[40].

## Tourisme
- Gare de Lapradelle-Puilaurens[41].

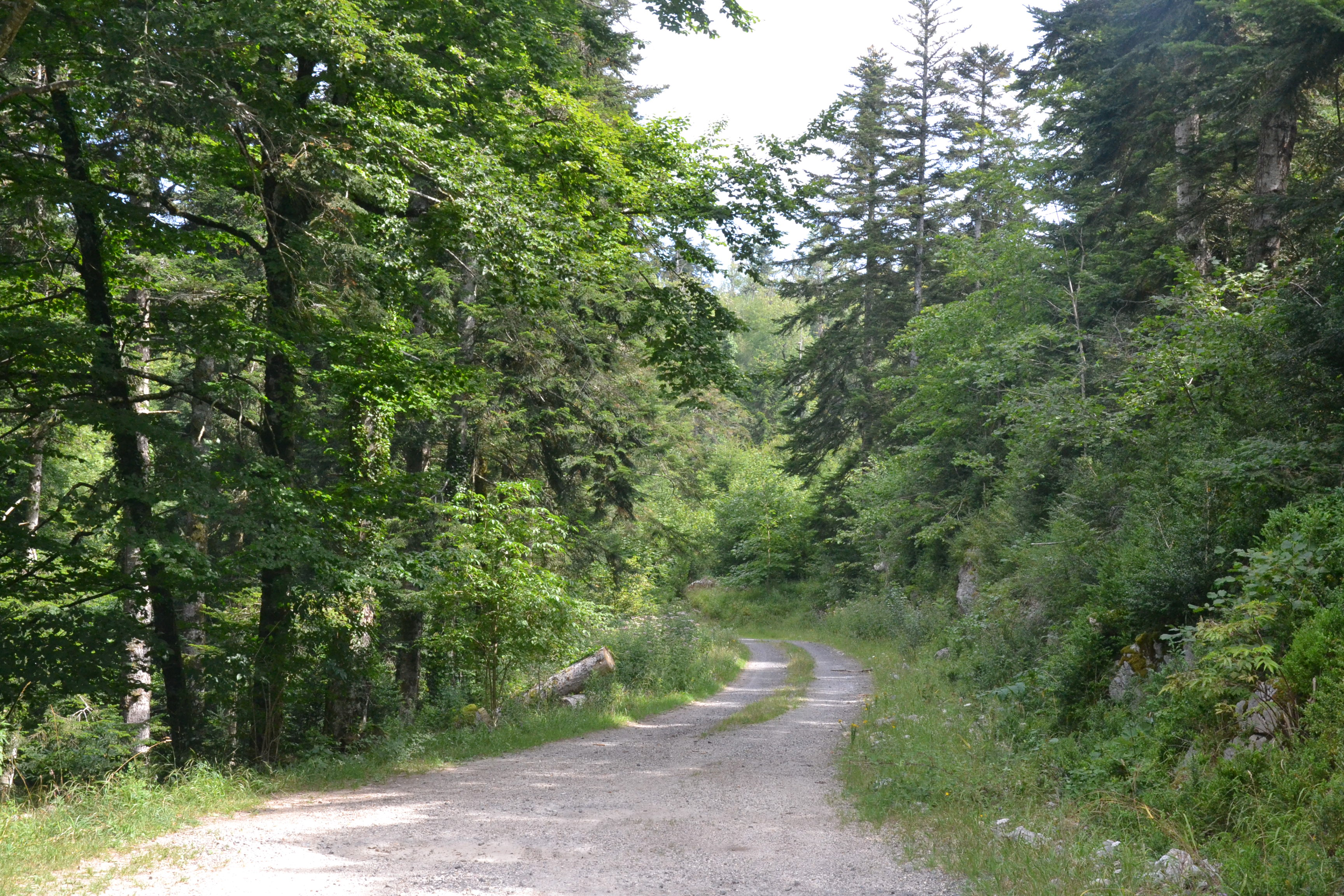
La forêt domaniale des Fanges.

- Forêt domaniale des Fanges (2 300 hectares).

### Héraldique
| Blason de Puilaurens | Blason  | D'azur, à une croix latine haussée et alésée d'argent. |
| Blason de Puilaurens | Détails | Le statut officiel du blason reste à déterminer.       |